# Dicranomyia (Dicranomyia) indefensa
Dicranomyia (Dicranomyia) indefensa is een tweevleugelige uit de familie steltmuggen (Limoniidae). De soort komt voor in het Neotropisch gebied.